# Hugo Studart
Carlos Hugo Studart Corrêa (Natal, 8 de junho de 1961) é jornalista, professor universitário e historiador brasileiro. Formou-se em jornalismo pela Universidade de Brasília (UnB), especializou-se em ciência política e concluiu Mestrado  e Doutorado em História, sempre pela UnB.

## Biografia
Como jornalista, atuou como repórter, editor, colunista ou diretor nos principais veículos do país, como Jornal do Brasil, O Estado de S. Paulo, Folha de S.Paulo, Veja, Manchete, Isto É Dinheiro e Isto É. Trabalhou como editor-chefe da revista Desafios do Desenvolvimento, do Instituto de Pesquisa Econômica Aplicada (Ipea). Colaborou com artigos, ensaios ou colunas nas revistas Dados & Ideias, Interview, Playboy, Caminhos da Terra, Imprensa, República, Primeira Leitura e Brasil História. Colaborou, ainda, com artigos de opinião para os jornais Folha de S.Paulo e O Estado de S. Paulo.
Ganhei diversos prêmios, como os Prêmios Esso e Abril de Jornalismo, e 
Ganhou diversos prêmios, como o Prêmio Esso e o Prêmio Abril de Jornalismo Político, foi agraciado no Prêmio Vladimir Herzog de Direitos Humanos, foi finalista de outros prêmios, como o Prêmio Líbero Badaró de Jornalismo, o Prêmio Imprensa Embratel e, ainda, foi por duas vezes finalista do Prêmio Jabuti de Literatura.
Como Professor, lecionou Jornalismo no Instituto de Ensino Superior de Brasília, Iesb; na Universidade Católica de Brasília; na Faculdade Cásper Líbero, São Paulo; e novamente na Católica de Brasília. Atuou como pesquisador do Centro de Estudos Sociais da Universidade de Coimbra, no MBA em Relações Institucionais do Instituto Brasileiro de Mercado de Capitais – Ibmec; como orientador no curso de Pós-Graduação Lato Sensu (Especialização) em Educação em Direitos Humanos da UnB; como docente no Curso de Extensão em Relações Governamentais e Institucionais do Instituto Euvaldo Lodi, IEL; como pesquisador do Centro de Estudos Avançados Multidisciplinares, no Núcleo de Pesquisas em Políticas Públicas, NP3/Ceam, Universidade de Brasília.
Como acadêmico, a opção foi pelos estudos da cultura, com ênfase em representações, memória e História Política do Brasil. A dissertação de mestrado, O Imaginário dos Militares sobre a Guerrilha do Araguaia, foi publicada em livro sob o título de A Lei da Selva (Geração, 2006), recebeu Votos de Aplausos do Senado e da Câmara Federal, além de ter sido adquirido e indexado Catálogo Mundial (WorldCat) de obras referência pelas bibliotecas de 22 universidades estrangeiras, tais como Harvard, Yale, Princeton (EUA), Cambridge (Inglaterra) e a Fondation Nationale des Sciences Politiques de Paris. . 
A tese de doutorado, Em Algum Lugar das Selvas Amazônicas – As Memórias dos Guerrilheiros do Araguaia, que defende a memória histórica como Direito Fundamental, ganhou o Prêmio UnB de Teses e foi finalista do Prêmio Capes de melhor tese de História do Brasil. Lançada em livro em sob o título Borboletas e Lobisomens - Vidas, sonhos e mortes dos guerrilheiros do Araguaia (Francisco Alves, 2018) foi adquirido e indexado Catálogo Mundial (WorldCat) de obras referência por 18 bibliotecas estrangeiras, tais como University of California, Stanford, Chicago, Michigan, Pensylvannia, Illinois, Vanderbilt, Tulane, Toronto, e as Bibliotecas do Congresso (EUA), New York Public e The British Library.
É membro do Instituto Histórico e Geográfico do Distrito Federal, cadeira Monteiro Lobato, e da Academia de Letras de Brasília, cadeira Manuel Bandeira.
Por fim, efetiva trabalhos sociais relacionados ao meio ambiente, com ações de preservação das águas e da biodiversidade em projetos de plantio de árvores em Brasília e em Goiás, fundamentados nas práticas da Ecologia Profunda.

## Livros
- A lei da selva: Estratégias, imaginário e discurso dos militares sobre a Guerrilha do Araguaia. São Paulo: Geração Editorial, 2006.
- Borboletas e Lobisomens: Vidas, sonhos e Mortes dos guerrilheiros do Araguaia. Brasília: Francisco Alves, 2018.